# Rayet (cràter)

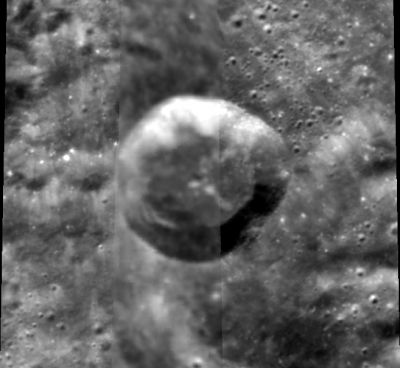
Fotografia de la missió Clementine (1994)

Rayet és un petit cràter d'impacte que pertany a la cara oculta de la Lluna, més enllà del terminador nord-est. S'hi troba al sud-oest del cràter més gran Millikan, i a l'est de Petrie, de grandària comparable. Pel seu costat sud-est, apareixen els cràters H. G. Wells i Cantor.

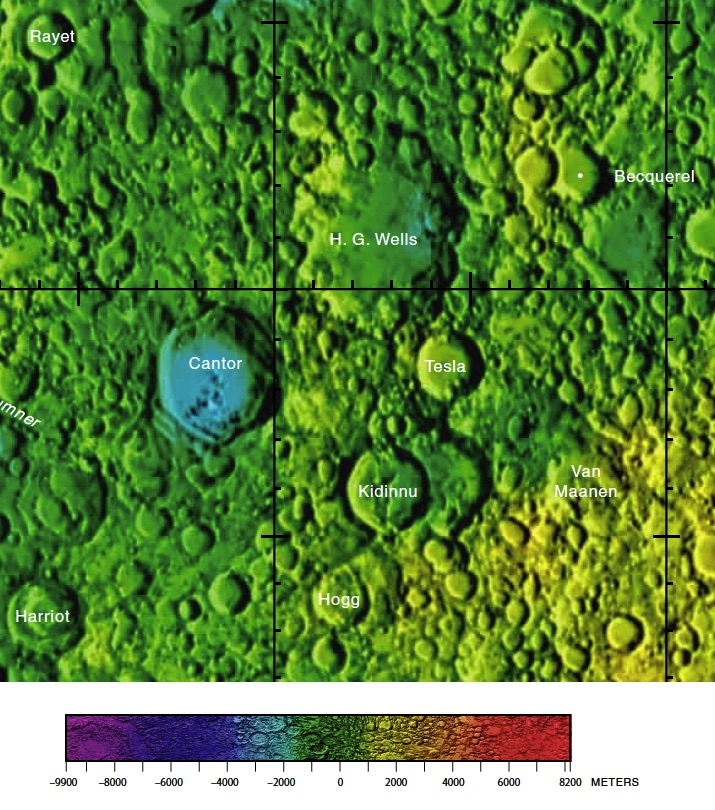
Localització de Rayet (dreta superior esquerra de la imatge)

Aquest cràter és aproximadament de forma circular, amb una vora esmolada i parets interiors sense trets característics, que s'inclinen cap a un sòl interior gairebé anivellat, que ocupa aproximadament dos terços del diàmetre total del cràter. Aquesta formació no ha estat notablement desgastada per l'erosió generada per altres impactes.
Va rebre el seu nom en memòria de l'astrònom francès Georges Rayet (1839-1906).

## Cràters satèl·lit
Per convenció aquests elements són identificats en els mapes lunars posant la lletra en el costat del punt central del cràter que està més proper a Rayet.
|       | \| Rayet \| Coordenades \| Diàmetre \| \| ----- \| -------------------------------------- \| -------- \| \| H \| 43° 24′ N, 116° 42′ E / 43.4°N,116.7°E \| 16 km \| \| P \| 43° 18′ N, 114° 00′ E / 43.3°N,114.0°E \| 17 km \| \| Y \| 47° 12′ N, 113° 00′ E / 47.2°N,113.0°E \| 14 km \| |          |
| Rayet | Coordenades | Diàmetre |
| H     | 43° 24′ N, 116° 42′ E / 43.4°N,116.7°E | 16 km    |
| P     | 43° 18′ N, 114° 00′ E / 43.3°N,114.0°E | 17 km    |
| Y     | 47° 12′ N, 113° 00′ E / 47.2°N,113.0°E | 14 km    |

### Altres referències
- (WGPSN), IAU Working Group for Planetary System Nomenclature. «Gazetteer of Planetary Nomenclature. 1:1 Million-Scale Maps of the Moon» (en anglès).  UAI / USGS, 13-02-2013. [Consulta: 6 abril 2016].
- Andersson, L. E.; Whitaker, E. A.,. NASA Catalogue of Lunar Nomenclature (en anglès).  NASA RP-1097, 1982.
- Blue, Jennifer. «Gazetteer of Planetary Nomenclature» (en anglès).  USGS, 25-07-2007. [Consulta: 2 gener 2012].
- Bussey, B.; Spudis, P.. The Clementine Atlas of the Moon (en anglès).  Nueva York: Cambridge University Press, 2004. ISBN 0-521-81528-2.
- Cocks, Elijah E.; Cocks, Josiah C.. Who's Who on the Moon: A Biographical Dictionary of Lunar Nomenclature (en anglès).  Tudor Publishers, 1995. ISBN 0-936389-27-3.
- McDowell, Jonathan. «Lunar Nomenclature» (en anglès).   Jonathan's Space Report, 15-07-2007. [Consulta: 2 gener 2012].
- Menzel, D. H.; Minnaert, M.; Levin, B.; Dollfus, A.; Bell, B. «Report on Lunar Nomenclature by The Working Group of Commission 17 of the IAU» (en anglès). Space Science Reviews, 12, 1971, pàg. 136.
- Moore, Patrick. On the Moon (en anglès).  Sterling Publishing Co, 2001. ISBN 0-304-35469-4.
- Price, Fred W. The Moon Observer's Handbook (en anglès).  Cambridge University Press, 1988. ISBN 0521335000.
- Rükl, Antonín. Atlas of the Moon (en anglès).  Kalmbach Books, 1990. ISBN 0-913135-17-8.
- Webb, Rev. T. W.. Celestial Objects for Common Telescopes, 6ª edición revisada (en anglès).  Dover, 1962. ISBN 0-486-20917-2.
- Whitaker, Ewen A. Mapping and Naming the Moon (en anglès).  Cambridge University Press, 2003. 978-0-521-54414-6.
- Wlasuk, Peter T. Observing the Moon (en anglès).  Springer, 2000. ISBN 1-85233-193-3.